# Barajul Kidatu
Barajul Kidatu este situat în Tanzania. A fost construit în anul 1976 pe râul Great Ruaha și, cu cele 4 turbine ale sale de câte 50 MW, are o putere instalată de 200 MW.